# مستحمية برفقة كلب غريفون
مستحمية برفقة كلب غريفون هي لوحة زيتية رسمها أوجست رينوار في عام 1870، اللوحة حالياً ضمن مقتنيات متحف ساو باولو للفن.